# Nazism

Hakkorset är nazismens mest framträdande symbol.

Nationalsocialism (tyska Nationalsozialismus), även nazism, är en fascistisk ideologi som i grunden har föreställningen om att det egna folket och nationen som kollektiv har ett högre värde i förhållande till den enskilde individen. Den nazistiska uppfattningen av folket eller "rasen" vilar på en rasistisk grund där vissa "människoraser" är överlägsna andra. Den "ariska rasen" och de germanska folken sågs som högst stående i rashierarkin. "Fienderasen" var de så kallade untermenschen (undermänniskorna), som ofta kallades "massorna från öst", vilket främst innefattade judar, slaver, polacker och romer, men även handikappade och homosexuella. De "raser" och individer som beskrivs som avvikande och onormala anses vara fiender till nationen och folket. Nazisterna rationaliserade med rasbiologi och socialdarwinism att tyskarna hade en biologisk rätt att eliminera och förslava de underlägsna. I praktiken omsattes det till en krigsmaskin med sikte på Östeuropa, Generalplan Ost, för att krossa "jude-bolsjevikerna" och för att utöka tyskarnas lebensraum.
I sin praktiska politiska utformning bygger åskådningen på ledarprincipen vilken genomförs i en stark centralstat där det främsta uttrycket för folket är dess ledare. Nazisterna avvisade demokrati och parlamentarism. I sin ekonomiska politik ansåg sig nazisterna som antikapitalistiska och antisocialistiska. De ville nationalisera stora företag och ena Tyskland i en "folkgemenskap" där tillhörigheten till det tyska folket stod över religion, ideologi och klasstillhörighet.
Nationalsocialismen var den ideologi som dominerade politiken mellan 1933 och 1945 i Tyskland, även känt som Nazityskland eller Tredje riket. Landet styrdes då av Nationalsocialistiska tyska arbetarepartiet (Nationalsozialistische Deutsche Arbeiterpartei, NSDAP). Det tyska folkets ledare, Führer, var Adolf Hitler. Hans skrift Mein Kampf och de tjugofem punkterna i NSDAP:s partiprogram var grundläggande för nationalsocialismen.

## Namn
Begreppet "nationalsocialism" har även använts på andra håll i Europa, men då med helt eller till stor del andra förtecken än vad det tyska NSDAP och Adolf Hitler stod för, med undantag för de nazistpartier som dök upp i främst Skandinavien efter NSDAP:s valframgång 1930. Ett exempel är den svenske statsvetaren och politikern Rudolf Kjellén som redan i början av 1900-talet använde uttrycket nationalsocialism, men då bara som motsats till internationalen. Ett annat exempel är det redan 1897 bildade tjeckiska nazistiska partiet som fanns kvar ännu under mellankrigstiden i det då oberoende Tjeckoslovakien. Det var ett radikalt vänsterparti och hade ingenting mer än namnet gemensamt med sådana partier som nu betecknas som nazistiska.

## Bakgrund
De nazistiska rötterna återfinns i flera idétraditioner, varav flera var specifika för Tyskland och Preussen. Den preussiska militarismen som inte bara genomsyrade armén, utan även det civila livet, kan sägas vara en inspirationskälla. I Preussen fanns det även en politisk romanticism som vände sig mot den rationalism och de principer som franska revolutionen förespråkade. I stället skulle politiken byggas på instinkt och det förflutna, samt övermänniskans rätt att sätta sig över universella lagar och regler enligt Friedrich Nietzsches filosofi. Under mitten och slutet av 1800-talet kom personer som Arthur de Gobineau, Richard Wagner och Houston Stewart Chamberlain att utveckla idéer om den "rasmässiga" och kulturella överlägsenheten som de nordiska/germanska folken hade över andra européer och raser.

## Historik och utbredning
Den tyska nazismen var mycket starkt influerad av de revanschistiska strömningar som fanns i landet efter Versaillesfreden. Freden ansågs vara höggradigt orättvis, och det tyska nationalsocialistiska partiet ville ha upprättelse. Nazisterna krävde även en förening av alla tysktalande i ett "Stortyskland", livsutrymme (Lebensraum) och rätten att expandera, inte minst österut mot slaviska länder som Polen och Ukraina. Mycket av det nazistiska tänkandet kan härledas till völkischrörelsen och även till socialdarwinistiska idéer under 1920-talet och 1930-talet.

### Nazismens framväxt

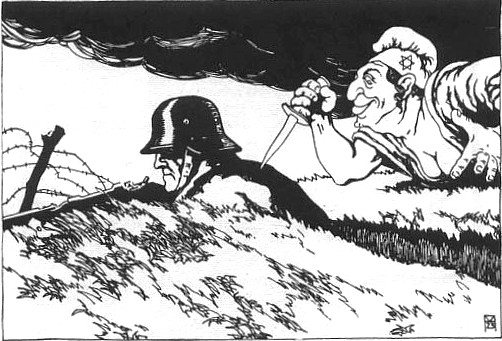
Ett österrikiskt vykort från 1919 föreställande "dolkstötslegenden" som anklagade judarna för att ha orsakat Tysklands nederlag i första världskriget.

Nazismen växte fram under den tyska Weimarrepubliken, den redan från början problemfyllda demokratin som startade efter kejsar Wilhelm II:s abdikation och flykt till Holland i november 1918 och den kort därpå följande freden efter första världskriget. I Versaillesfreden i juni 1919 mellan de i kriget allierade staterna och Tyskland ålades Tyskland att betala stora skadestånd i pengar och materiel till segermakterna,Tysklands armé reducerades starkt och man fick även lämna ifrån sig stora och viktiga landområden. Dessutom tvingades Tyskland att ta på sig hela skulden för kriget.

### Inspiration från Ryssland
I München skapades 1919 organisationen Aufbau Vereinigung, en förening i vilken vita emigranter från inbördeskriget i Ryssland och nationalistiska (völkisch) tyskar ingick  Organisationen syftade till en rekonstruktion av Östeuropa och ville störta bolsjevikerna, återupprätta tsardömet, störta den demokratiska regimen i Tyskland samt bekämpa den "internationella judendomen".  Hitler, i linje med sina tankar om Lebensraum, ansåg att Ryssland/Östeuropa och Tyskland hade gemensamma intressen stödde därför Aufbau, som i sin tur stödde NSDAP.
Aufbau - som inte bara var antibolsjevikiskt utan också våldsamt antisemitiskt - kom att påverka nazistpartier ideologiskt och taktiskt. Ledande personer i Aufbau beundrade bolsjevikernas centralisering och militarisering. Hitler, som hyste gängse socialistiska åsikter så sent som 1919, och hos vilken man före 1919 har svårt att påvisa antisemitiska uttalande , kom att utveckla sin föreställning om judisk bolsjevism mycket genom denna organisation, som också bibringade  honom uppfattningen att Sovjetunionen var en judisk diktatur.

### Tidigt 1920-tal
Efterkrigstyskland drabbades av en hårt ansträngd ekonomi och en hyperinflation vilket gjorde att landet inte kunde betala krigsskadeståndet enligt fredsavtalet. Fransmännen och belgarna accepterade inte att inbetalningarna uteblev och besatte därför 1923 hela Ruhrområdet  för att själva ta ut skadeståndet. Ur denna situation växte missnöjesgrupper fram i hela Tyskland, alltifrån revolutionära bolsjeviker till högerinriktade friskyttar bestående av före detta militärer. Ur denna mångfald bildades DAP (senare NSDAP, det Nationalsocialistiska Tyska Arbetarepartiet) i en ölkällare i München. Vid ett ölkällarmöte hos "Tyska Arbetarpartiet" (DAP) 1919 blev Adolf Hitler så irriterad över en person som tyckte att Bayern skulle lämna Tyskland, att han höll ett glödande försvarstal. Partiledaren Karl Harrer blev imponerad och erbjöd Hitler en plats i partiet. Hitler blev därefter snabbt partiets viktigaste person. Under en tid i fängelse skrev han boken "Mein Kampf" som kom ut med del I år 1925 och del II år 1926. 
I Tyskland hämtades inspiration från fascismen i Italien. Hitlers uppror i München 1923 (även kallad ölhallskuppen) var avsedd att följas av en marsch mot Berlin, varigenom Tysklands dåvarande regering skulle störtas, precis som Mussolini tidigare hade hotat att göra i Italien. Men där Mussolini hade lyckats, misslyckades Hitler emellertid, och det skulle dröja ytterligare ett decennium innan han kom till makten. Tre år före kuppförsöket i München bildades det tyska nazistpartiet (NSDAP). 
Från kuppförsöket i München till makttillträdet tio år senare ökade medlemsantalet till nästan 900 000 medlemmar. Denna period kallades av nazisterna själva i deras historieskrivning för kampfasen.

### Genombrottet i Tyskland och nazismens offer
Partiets medlemskår började på allvar att växa efter 1926 som en effekt av den ökande ekonomiska instabiliteten i landet. Jordbrukarbefolkningen fick en stark betoning av att vara ryggraden i den "tyska folkstammen". Men det var 1930, då den ekonomiska depressionen utbröt, som NSDAP fick sitt stora genombrott. 
Det nationalsocialistiska partiet växte från 18,3 procent av rösterna 1930 till 37,3 procent av rösterna i valet den 31 juli 1932. Arbetslösheten låg då på 30 procent och var därmed den högst noterade arbetslösheten i världen. I ett nyval den 6 november 1932 gick nazistpartiet tillbaka till 33,1 procent. Den 30 januari 1933 bjöd högerpartierna in nazisterna till regeringssamarbete och Hitler utsågs till rikskansler. Den 5 mars hölls så ytterligare ett val. Trots en mycket omfattande förföljelse av kommunister och socialdemokrater inför valet lyckades Hitler inte få egen majoritet. Valresultatet stannade vid 43,9 procent. Arton dagar senare, den 23 mars, röstade den tyska riksdagen i stället igenom en lag som gav den nationalsocialistiska regeringen hela den lagstiftande makten. Röstsiffrorna var 441 mot 94. Samtliga borgerliga partier, inklusive liberalerna röstade för. De 94 var alla socialdemokrater.  Kommunisterna hade då redan häktats. 
Hitlers maktutövning utvecklades till en totalitär sådan. Den nazistiska kontrollen över alla delar av samhället var mycket omfattande. Andra politiska partier, oppositionella samt den judiska befolkningen utsattes för skoningslösa förföljelser och utrotning. Det välutbyggda systemet av förintelseläger, koncentrationsläger och arbetsläger fungerade som ett effektivt sätt att avrätta och avskilja individer och grupper som av regimen ansågs ej önskvärda. Dessa kunde vara homosexuella, transpersoner, personer med fysisk eller intellektuell funktionsnedsättning, politiska motståndare, religiösa minoriteter som Jehovas vittnen, eller etniska minoriteter som slaver, judar och romer. Den industriella och systematiska förintelsen är exceptionell och oöverträffad i hela mänsklighetens historia.
Sedan nazisterna suttit vid makten sex år bröt andra världskriget ut, ett krig som slutade med Tysklands villkorslösa kapitulation. Sedan dess har nazismen såväl som alla dess symboler med mera varit förbjudna i Tyskland.
Trots ideologiskt motstånd mot kommunismen kunde Hitler ingå ett icke-aggressions-, vänskaps- och handelsavtal med Sovjetunionen (se Molotov-Ribbentroppakten) som gällde för åren 1939–1941, och höll ryggen fri för Tyskland under invasionen av Polen och Västeuropa. Det finns även uppgifter om samarbete mellan NKVD och Gestapo, bland annat 7 december 1939 med ett sammanträde i polska Zakopane med mål att utrota polsk motståndsrörelse.  Ett annat exempel på samarbete är när NKVD överlämnade den tyska kommunisten Margarete Buber-Neumann till Gestapo 1940.
Sammanfattningsvis utrotades ca 6 miljoner judar (67 % av den judiska befolkningen i de ockuperade länderna och Tyskland) samt flera miljoner från andra grupper – romer, kommunister, socialister, Jehovas vittnen, slaver, motståndsmän, homosexuella med mera och folk från de ockuperade områdena.

### Nazismen i andra länder

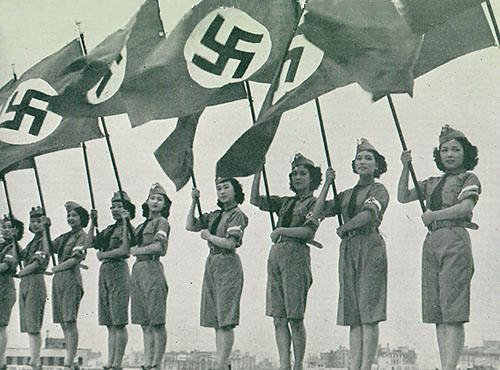
Japanska damer hyllar Hitlerjugend 1938

Inspirerade av idéerna från Tyskland och de tyska nazisternas politiska framgångar bildades nazistpartier och nazistinfluerade partier i många andra länder, främst i Europa. Detta skedde redan på 1920-talet. Se även svensk nazism.

### Nynazism
Efter en stark nedgång efter andra världskrigets slut har under vissa perioder så kallad "nynazism" blivit starkare i många länder, särskilt i slutet av 1980-talet och början av 1990-talet. Även Ryssland, ett land vars folk klassats som rasmässigt i genomsnitt lägre stående (ryska barn som uppvisade "nordiska" rasegenskaper var dock avsedda för germanisering i tyska internatskolor) av de tyska nazisterna, har i dag nynazistiska rörelser. Även i USA, ett land som under andra världskriget bekämpade det då naziststyrda Tyskland, förekommer nynazistiska rörelser. 

## Ideologi
Nazismen var inte en monolitisk rörelse, utan snarare en kombination av flera ideologier och grupper som enades i sin frustration över Versaillesfördraget och vad som ansågs vara en judisk/kommunistisk konspiration för att förödmjuka Tyskland.
NSDAP beskrev sig självt som ett proletärt nationalistiskt parti, och vid tiden anklagade konservativa opponenter såsom en organisation för industriella arbetsgivare partiet för att vara "totalitärt, terroristiskt, konspiratoriskt och socialistiskt."
Bland nyckelelementen för nazismen fanns antiparlamentarism, etnisk nationalism, rasism, korporativism, kollektivism antisemitism, antikommunism, opposition gentemot ekonomisk och politisk liberalism, en rasdefinierad och konspirationsteoretisk syn på finanskapitalism och judebolsjevism (nazistisk benämning på kommunism), och totalitarism.

### Rasteori
Ett fundament i den nazistiska ideologin var synen på samhället och historien som kampen mellan olika "människoraser". Enligt Hitler och nazisterna var en persons personlighet, förmågor, attityder och beteenden ytterst beroende på dennes "rassammansättning". Dessa idéer hade sin bas i teorier som förespråkades av socialdarwinisterna från det sena 1800-talet och framåt. Alla folk, grupper och raser - begrepp som användes synonymt av nazisterna - ansågs ha olika egenskaper som fördes vidare genom generationerna och som individer inte kunde undkomma. Egenskaperna ansågs ha uppstått när människor först utvecklades i en form av mytisk förhistoria.
Nazismen anammade även socialdarwinismens förvanskade syn på Darwins evolutionslära och använde Herbert Spencers uttryck "survival of the fittest" för att beskriva sin syn på "rasernas kamp" genom historien. Enligt nazisterna berodde en ras överlevnad på dess förmåga att reproducera sig och utöka befolkningen, något som enligt nazisterna krävde en expansion av land för att kunna försörja den ökande befolkningen. Man menade även att rasens överlevnad berodde på hur benägen den var att "vakta genpoolens renhet", på vilket sätt man trodde att de unika "rasegenskaperna" skulle bevaras. Medlemmar från en ras, kultur eller etnisk grupp kunde omöjligen assimileras in i en annan grupp, eftersom nazisterna menade att "rasegenskaperna" var oföränderliga. "Rasblandning" ledde enligt nazisterna enbart till rasernas degenerering.

Eftersom det utrymme och den mark som finns på jorden är begränsad, så menade man att varje ras sökande efter expansion på ett naturligt sätt skulle leda till våldsam erövring och militära konfrontationer. På så vis argumenterade nazisterna för att ett konstant krig var en ofrånkomlig del av människans lott.

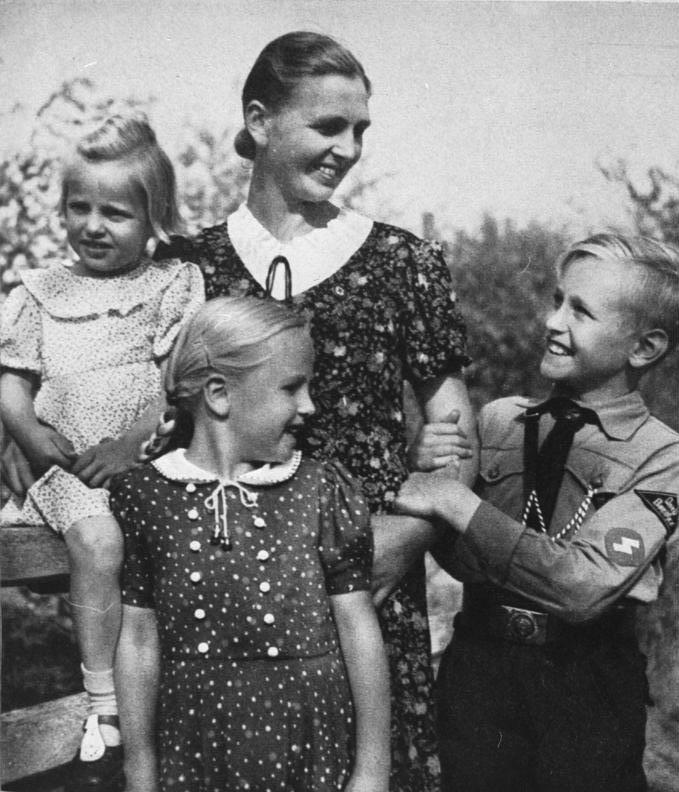
Nazistisk propagandafoto av en mamma med sina två döttrar och en son i Hitlerjugend-uniform.

### Kön
Den nazistiska synen på män och kvinnor skilde sig väsentligt åt. Det nazistiska idealet var en traditionell familj där männen skulle styra och skydda sin familj, medan kvinnorna skulle tjäna och ta hand om familjen. Formellt var kvinnor och män "jämlika men olika", men många ledande nazister såg kvinnor som underlägsna män. Kvinnorna förväntade sig ägna sig åt tre K:n i samhället : Kinder, Küche, Kirche (Barn, kök, kyrka), vilket i praktiken innebar att kvinnor skulle stanna hemma, ta hand om barn och föda fram nya barn som kunde säkra framtiden åt "den ariska rasen".

## Politik

### Partiprogram
Nazistpartiets partiprogram från februari 1920 bestod av 25 punkterna som syftade till skapandet av en nazistisk stat och samhälle. I punkterna återkommer inslag av extrem nationalism, antisemitism på rasistisk grund och socialistiska begrepp i kombination med en upprördhet över Versaillesfreden. Enligt programmet skulle Tyskland avvisa Versaillesfördraget och samla alla tyskar (särskilt i Österrike, Tjeckoslovakien och Polen) i en stortysk stat. Nazisterna förklarade även i programmet att man avsåg segregera judar från det "ariska" tyska samhället och upphäva judarnas politiska, juridiska och medborgerliga rättigheter i Tyskland.
Programmet innehöll även vissa förslag som syftade till att locka röster från arbetare, förslag som bland annat gällde: vinstdelning i stora industrier, nationalisering av truster, gratis utbildning och höjda pensioner.

### Familjepolitik
Från det nazistiska maktövertagandet 1933 infördes dels ekonomiska incitament för kvinnor att stanna hemma, dels förbjöds kvinnor att inneha vissa yrken, t.ex. domare. Över 19 000 kvinnliga anställda i offentlig verksamhet sades upp i samband med att nazisterna kom till makten. Mot slutet av 30-talet uppstod en brist på arbetare, vilket innebar att kvinnor åter började arbeta i begränsad utsträckning, bland annat inom industrin.
Inom familjepolitiken uppmanades kvinnor och män att gifta sig och gifta par gavs bidrag för varje barn de fick. Abort förbjöds 1933 och tillgången till preventivmedel begränsades kraftigt. Ogifta män och familjer utan barn beskattades hårt. 1938 tillkom lagändringar som gjorde det enklare att ta ut skilsmässa. Steriliseringar och aborter legaliserades för personer med funktionsnedsättningar och de som stämplades som "oönskade". Ogifta kvinnor uppmanades skaffa barn med SS-män i Lebensborn-hem. Efter 1935 krävdes bevis på "rasrenhet" innan ett giftermål kunde godkännas och samma år förbjöds giftermål mellan "arier" å ena sidan och judar, personer som tillhörde etniska minoriteter eller romer å andra sidan.

### Socialpolitik
På det sociala området ville nazisterna – enligt 1920 års partiprogram – se en "storslagen utbyggnad av åldringsvården" (punkt 15), detsamma gällde utbildningsväsendet (punkt 20), och man ivrade för "folkhälsans höjande genom skydd åt mödrar och barn" och stöd åt alla föreningar, som ägnade sig åt "fysisk ungdomsfostran" (punkt 21). Nazisternas socialpolitik var emellertid inte generellt inriktad utan grundades huvudsakligen på frivillighet och välgörenhet, till exempel i form av den så kallade Vinterhjälpen (Winterhilfswerk) – "gärningens socialism", som det kallades – och ekonomiska bidrag kunde endast tillkomma "värdiga" och "ärftligt friska personer" som uppfyllde nazismens politiska, sociala och rasmässiga kriterier.
Systemet har omtalats av historikern Peter Englund som "en groteskt förvrängd skrattspegelversion av välfärdsstaten /.../ en där kravet på arbete åt alla förvandlats till lagstadgad arbetsplikt för alla, en där De Förtjänta, De Sunda, De Starka, De Rätta, dras in i en trygg och nära Volksgemeinschaft, styrt av en allsmäktig stat, en stat som skyddar och vårdar de egna med ena handen samtidigt som den andra handen motar iväg De Udda, De Främmande, De Andra". Rashygienen, eutanasin (aktiv dödshjälp) och de många förintelselägren under andra världskriget (den "slutgiltiga lösningen av judefrågan" med mera) bör i detta sammanhang också uppmärksammas. Den "nordiska rasens" ledaranspråk krävde, enligt nazisterna, de mindervärdigas och "blodsblandningarnas" utrensning, i enlighet med, vad de benämnde, "naturens aristokratiska lag" (jfr. socialdarwinism)

### Ekonomisk politik
Statlig planering och totalitarism är vad nazismen eller nazismen har gemensamt med exempelvis stalinism[källa behövs], och i likhet med det fascistiska Italien genomförde och använde sig nazisterna av planekonomiska lösningar; nämnas kan framför allt 1936 års fyraårsplan för den tyska rustningsindustrin. (Denna ekonomiska modell är mest känd för sin extrema variant under stalinismen i Sovjetunionen.) Nazisternas antikapitalism och grundläggande syn på ekonomi kom till uttryck i Hitlers ”Mein Kampf”, när denne talade om Tysklands ekonomiska utveckling och den ”skadliga” industrialisering den gett upphov till – bondeståndets försvagning, storstadsproletariatets framväxt et cetera. (”folkkroppens sjukdomar”).
Nazisterna var även, i synnerhet under de så kallade kampåren på 1920-talet, uttalat antikapitalistiska och den ”socialism” som återfanns i partiets namn utvecklades också på det ekonomiska området. Så krävde 25-punktsprogrammet "brytandet av ränteslaveriet" (punkt 11), förstatligandet av truster, det vill säga marknadsdominerande företagsgrupper, (punkt 13, jfr. USA:s antitrustlagstiftning från samma tid) samt, för skapandet och upprätthållandet av en "sund medelklass", "kommunalisering av större varuhus", och "deras uthyrande på billiga villkor till småföretagare", som skulle gynnas vid leveranser till staten, delstaterna och kommunerna (punkt 16). Nazisterna sade sig också vilja ha del av vinsterna i storföretagen (punkt 14), men efter det nazistiska maktövertagandet 1933 slöt realpolitikern Hitler, som värnade rätten till privategendom, en överenskommelse med ägarna till de tyska storföretagen, som i nazismen såg en motvikt till kommunismen. Dessa ställde sig bakom det kommande nazistiska maktövertagandet och i gengäld upphörde allt tal om förstatligande från Hitlers sida. Den efterföljande nazistiska ekonomiska politiken fördes också till stora delar enligt marknadsliberala principer, om än med betydande regleringar och statlig kontroll – "en totalitär form av kapitalism", som det benämnts av den amerikanske ekonomihistorikern Dudley Dillard. 1933 hade även den tyska arbetarrörelsens fackföreningar avskaffats. Istället sammanfördes arbetsgivare och arbetstagare i den så kallade Arbetsfronten (Deutsche Arbeitsfront), under statens ledning. Detta var en del av nazisternas korporativa strävanden för att övervinna den socialistiska (marxistiska) klasskampen, bland annat utvecklad av Hitler i ”Mein Kampf”. 1934 timade "de långa knivarnas natt" då Hitler definitivt gjorde upp med partiets vänsterfalang, företrädd av sådana som den "socialrevolutionäre" Gregor Strasser, anhängare av den korporativa staten  (Körperschaftstaat), och Ernst Röhm, och dennes krav på en kommande "andra revolution". Partiets ekonomisk-politiske talesman i riksdagen sedan 1924, Gottfried Feder (författare till punkt 11), avpolletterades likaså 1936, och förlorade hela sitt inflytande.

### Viktiga inslag i den tyska nazistiska politiken
- Lebensraum: Punkt 3 i tjugofempunktsprogrammet "Wir fordern Land und Boden (Kolonien) zur Ernährung unseres Volkes und Ansiedlung unseres Bevölkerungsüberschusses." – Rätten för Tyskland att expandera på andra staters bekostnad, främst i öster.
- Heim ins Reich – Rätten för Tyskland att inkorporera alla tysktalande områden med Tyska riket (punkt 1 i programmet).
- Antisemitism; medborgarskap endast till personer med tysk etnicitet; inga medborgerliga rättigheter åt judar (punkt 4 i programmet)
- Totalitarism; den parlamentariska demokratin ersätts av den så kallade nordiska ledarprincipen.
- Stopp för invandringen till Tyskland.
- Likaberättigande (Gleichberechtigung) för Tyskland (med referens till Versaillesfreden).

## Förhållande till andra ideologier
I boken Ideologier (2002) skriver statsvetaren Stig-Björn Ljunggren: "Så fort nazismen diskuteras brukar borgerliga och socialister tvista om var dessa läror egentligen hör hemma. Adolf Hitler går runt som Svarta Maja i det ideologiska pratet. Här finns nog inget "rätt" svar, utan det handlar om en bedömningsfråga. Kanske är det så, att nazismen är en blandideologi. Den upptar såväl konservativa som socialistiska idéer." Själv betecknar Ljunggren Hitler som en "revolutionär – ett slags konservativ radikal" och "visionär på traditionens grund".

### Konservatism
Den norske statsvetaren Öyvind Österud har pekat på att det tyska nazistpartiet i sitt uppbyggnadsskede var "småborgerligt och antimodernistiskt" och innehade en betydande "tvetydighet i förhållande till traditionell auktoritet". Österud beskriver hur partiet både ville återupprätta vad man uppfattade som en traditionell idyll och att man i praktiken samtidigt ersatte traditionella eliter genom sin politik.
Amerikanen och fascismforskaren Roderick Stackelberg påminner i sin Hitler's Germany (1999) att kärnan i all socialism utgörs av egalitarismen, jämlikhetssträvandena. De egalitära principerna om jämlikhet och alla människors lika värde förkastades däremot helt av nazisterna, som med sin rasism  tvärtom var högst antiegalitära och antiindividualistiska. Stackelberg menar därför att om höger-vänsterskalan över huvud taget ska ha någon relevans så måste fascismen/nazismen per definition placeras längst till höger på denna skala. Stackelberg hävdar även att man heller inte "kan förklara fascismen om man misslyckas med att inplacera denna rörelse i sin historiska kontext av de europeiska konservativas långa kamp mot demokratin, både i sin liberala och socialistiska variant".
Nazismen var inte monarkistisk eller samhällsbevarande i borgerlig mening, som den traditionella konservatismen, men heller ej republikansk. Med den så kallade führerprincipen fick nazismen likheter med klassisk absolutism och efter maktövertagandet 1933 ville nazisterna vid en ceremoni i Potsdam manifestera en kontinuitet med det tidigare kejsardömet. I Nazityskland utsattes även Fredrik II för en formlig kult av den nazistiska propagandan, och efter andra världskriget påpekades likheterna mellan nazismen och den historiska preussiska mentaliteten.
Med anledning av utgivningen av Heléne Lööws bok Nazismen i Sverige 1924–1979 framhöll SVD:s recensent Håkan Arvidsson att nazismen inte endast hade grund i rasism, antisemitism och nationalism, utan att den även hade socialistiska och antiborgerliga drag. Arvidsson argumenterar vidare för att nazismen innehöll många motsättningar och visserligen var antimodernistisk, som Lööw skriver i sin bok, samtidigt som den också förespråkade en modernism.
I Sverige utkom redan 1936 den dåvarande socialdemokraten, senare liberalen, publicisten och DN-redaktören Herbert Tingsten med boken Nazismens och fascismens idéer, vilka han menade var extrema former av konservatism. Tingsten påpekade bland annat att "många tyska politiker som före 1933 bekämpade socialismen och arbetade för konservativa idéer, använde utan att ha ändrat sina åsikter de nazistiska formuleringarna. De upptäckte, att de i själva verket sedan länge hyllat den 'sanna socialismen'".

### Förhållandet till liberalism
I Stig-Björn Ljunggrens inledning till 1992 års svenska upplaga av "Mein Kampf" (volym 1 och 2) skriver han under spörsmålet "Var Hitler höger eller vänster?" bland annat följande efter att först konstaterat att nazismen var en blandning av olika ideologier:
| ” | Men vi kan också notera att det finns dem som tycker sig hitta en del liberala värderingar i nazismen. Rasernas kamp som Hitler talade om, påminner om tankarna hos den liberala inriktning som brukar kallas "socialdarwinism" och som förkunnar att den bäst anpassade överlever, inte bara bland djuren utan också bland företag och samhällen – och raserna skulle Hitler tillägga | „ |

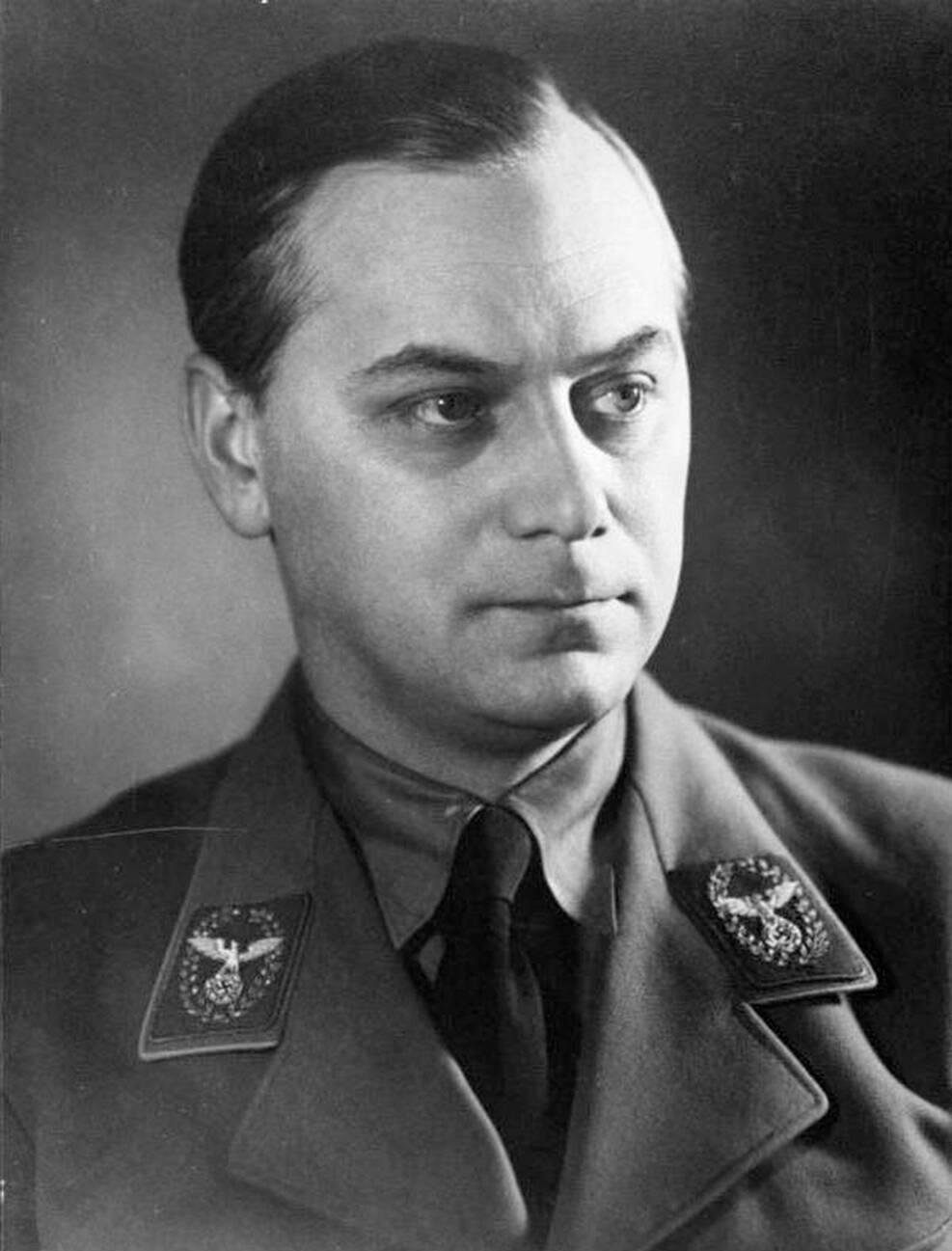
Alfred Rosenberg

Utöver Hitler själv fanns ett fåtal nazistiska "ideologiska tänkare". Den mest utpräglade av dessa var Alfred Rosenberg. Han skrev i sin bok Der Mythus des 20. Jahrhunderts från 1930 (Det tjugonde århundradets myt) 
| ”                                                                 | Liberalismen lärde frihet, näringsfrihet, frihandel, parlamentarism, kvinnoemancipation, människans likhet, könens jämställdhet och så vidare – den syndade mot naturlagar. Den tyska tanken fordrar idag, då den gamla feminiserade världen håller på att störta samman: auktoritet, typbildande kraft, restriktivitet, disciplin, autarki (självförsörjande), skydd för raskaraktären samt erkännande av könens eviga polaritet. | „ |
| – Alfred Rosenberg, Nazismen i dokument, bokförlaget Prisma, 1965 | |   |

Den amerikanske sociologen Seymour M. Lipset har å sin sida, efter konstaterandet av de fascistiska partiernas förankring i den lägre medelklassen talat om "centrum-extremism" (Centre extremism). Israelen Zeev Sternhell, som främst studerat den franska fascismen, i Ni droite, Ni gauche (1983; 'Varken höger eller vänster'), har talat om det revolutionära centrumet – fascismen som revolutionär i sitt förkastande av den parlamentariska demokratin, men samtidigt centruminriktad i försöken att finna en medelväg mellan kapitalism och kommunism. Sternhell menar att den utgjorde en organisk nationalism kombinerad med en form av "antimarxistisk socialism", i motsatsställning till såväl liberalism som marxism och demokrati.

### Förhållandet till socialism
Det svenska uppslagsverket Nationalencyklopedin skriver att nazismen inledningsvis hade "ambitioner att förverkliga en statssocialism på nationell basis". I mångt och mycket betydde detta övergripande statlig planering av de ekonomiska angelägenheterna snarare än exempelvis fattigdomsbekämpning. I kontrast till den samtida socialismen var nazismen en specifikt tysk nationell politisk teori, det fanns alltså inte som hos socialismen en proletär internationalism. Nationalencyklopedin skriver vidare om nationalsocialism att "Nazismen hyllade ledaren, uttryckt i en långtgående kult av "der Führer" Adolf Hitler, partiet, rörelsen, folket och kamratskapet. Gemenskap, självförverkligande, kampberedskap och offervilja var högt värderade egenskaper. Nazismen tog även avstånd från individualism, kapitalism samt liberala rättigheter och värderingar."
Nazistpartiet var inte enigt i synen på socialism. Det fanns till exempel en "vänsterfalang" i partiet, bestående av bland annat Gregor Strasser och Otto Strasser och deras följare strasseristerna, samt Joseph Goebbels har ansetts tillhöra partiets vänsterfalang. Hitler själv var dock tveksam och Goebbels upprördes av Hitlers karakterisering av socialism som "en judisk skapelse".
Nazisternas partipamflett från 1920 har setts som uttryck för en form av socialism. Men något nazistiskt politiskt program i egentlig mening har aldrig existerat. I pamfletten fanns bland annat krav på nationalisering av förenade företag (truster), kommunalisering av storvaruhus, avskaffande av inkomster "som förvärvats utan arbete och möda" samt en lag om expropriation av privat mark för allmännyttiga ändamål.

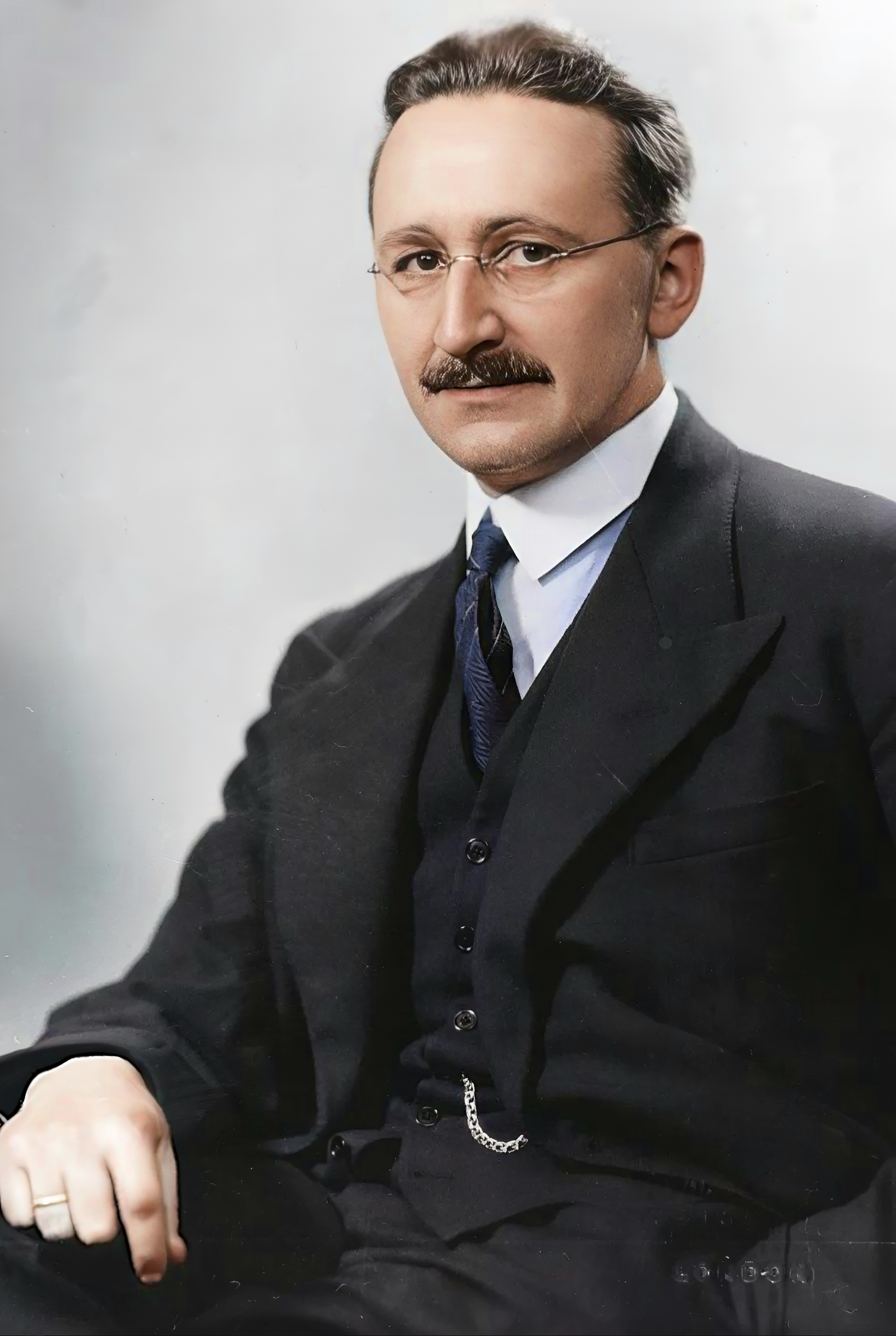
Ekonomen Friedrich Hayek menade att kommunism och nazism var besläktade och varnade för deras effekter på medborgerliga fri- och rättigheter.

Den liberale nationalekonomen Friedrich von Hayek menar i sin bok "Vägen till träldom" från 1944 att kommunismen och nazismen har ett gemensamt ursprung, och argumenterar för att övergripande statlig planering påverkar de demokratiska fri- och rättigheterna negativt.
Andra ser nazism som antikapitalistisk och framhåller att det privata näringslivet i Nazityskland var underordnat den nationella planhushållningen.
En plausibel förklaring till begreppsförvirringen torde dock delvis stå att söka i sammanblandningen mellan utopisk socialism respektive marxism, och den i Tyskland under 1800-talets sista decennier utvecklades katedersocialismen (även ibland "statssocialismen"), med den nationalistiske ekonomen Adolph Wagner som framträdande apologet. Denna riktning präglades av en påtaglig antiliberalism och den betonade istället statens roll, samtidigt som den, i samhällsbevarande syfte, ivrade för sociala reformer, som ett sätt att stävja den socialistiska arbetarrörelsens klasskamp. Den kom att få avsevärt inflytande under Otto von Bismarcks tid som rikskansler 1871–90, under uppbyggnaden av det så kallade sociala kungadömet (sic!); så kunde till exempel den högborgerlige Bismarck hävda att det tyska kejsardömet var i behov av "ännu mer socialism" samtidigt som han med repression bekämpade socialdemokratin. Senare, under 1900-talet, kom nazisterna att beteckna Adolph Wagner (vid sidan av de tyska konservativa 1800-talsekonomerna Adam Müller och Friedrich List)  som en av sina ekonomiska lärors föregångsmän. Den tyske historikern Hans-Ulrich Wehler har, i sin Das Deutsche Kaiserreich 1871–1918 (1973), sett 1930-talets nazistiska politik som ett "resultat av djupt rotade kontinuiteter i just denna historia". Frågan om Tysklands Sonderweg mellan demokrati, socialism och kapitalism och har flitigt diskuterats i Tyskland, inte minst under den så kallade historikerstriden i slutet på 1980-talet, då med just nämnde Wehler och Ernst Nolte som huvuddeltagare.
Efter första världskriget förekom i Tyskland vid sidan av nazismen andra högerextrema och radikalkonservativa strömningar som förespråkande en särskild antimaterialistisk och idealistisk "tysk socialism" – till skillnad från vad man kallade "engelsk socialism" (Karl Marx levde och verkade i London).  De tysksocialistiska strömningar korresponderade med den nazistiska rörelsen och 1922 anslöts ett tysksocialistiskt parti, Deutsch-Sozialistischen Partei  till NSDAP.

### Nationalism
Nazism har starka inslag av nationalism. Inom nationalsocialistisk nationalism kopplar man samman nation, etnicitet och politiskt styrelseskick under parollen; ett land, ett folk, en ledare (Ein Reich, ein Volk, ein Führer). Nationalsocialistisk nationalism bygger även på socialdarwinism och hävdar att de olika nationerna bör kriga med varandra för att avgöra vilket folk som ska överleva.

## Ledning och organisation
NSDAP hade en hierarkisk, men också ofta tvådelad ledning på många poster. Denna uppdelning fanns på många poster på hög och mellannivå – till exempel hade krigsmakten (Wehrmacht) fram till december 1941 fältmarskalk Walter von Brauchitsch som överbefälhavare medan krigsmaktens överkommando OKW (Oberkommando der Wehrmacht) hade fältmarskalk Wilhelm Keitel som chef. Även Hitlers ställföreträdare som Führer, Martin Bormann, fick konkurrera med riksmarskalk Hermann Göring och Reichsführer-SS Heinrich Himmler om att vara ledarens andreman. Systemet gav Adolf Hitler möjlighet att styra genom att söndra. Så var fallet vid utrensningen av Ernst Röhm och hans organisation SA (Sturmabteilung) som i hög grad hjälpt Hitler under NSDAP:s tid som marginellt oppositionsparti (1924–1930). Under De långa knivarnas natt mördades Röhm och SA neutraliserades genom att beordras "ta semester".
Som motpol till krigsmakten instiftades Waffen-SS. För att ytterligare få missbelåtna officerare att inte fullt ut veta vilka som var högsta officerare fick SS ett helt separat tjänstegradssystem där till exempel general i Wehrmacht motsvarade Obergruppenführer inom Waffen-SS (och överste (Oberst) motsvarade Standartenführer inom Waffen-SS).

## Nazismen i Europa
Hitlers mål liknade den marxist-leninistiska läran, nämligen att man ville nå folket, arbetarna. Detta skulle dock inte vara ett internationellt världsomfattande mål, utan hela det tyska folket skulle samlas för att därefter kunna expandera sitt livsrum (Lebensraum), det vill säga territorium. Hitler önskade att denna expansion helt och hållet skulle riktas österut. Det var främst de nordslaviska folken som Tyskland skulle erövra till en del och kolonisera och förslava i andra hand. Polen och Sovjetunionen var de länder som Hitler hade i åtanke. 
I Österrike och bland Tjeckoslovakiens tyskar fanns redan före Hitler nationalsocialistiska partier. Efter nazisternas makttillträde i Tyskland understöddes de från detta land men förbjöds och upplöstes.
Även Holland och Danmark hade sina nationalsocialistiska partier. Under andra världskriget samarbetade de med tyskarna. I Norge hette motsvarande organisation Nasjonal samling.
Sverige hade en mångfald nazistiska organisationer, men ingen nådde verklig betydelse. De viktigaste var Svenska nationalsocialistiska partiet (SNSP) 1931–1936 under Birger Furugård, Nationalsocialistiska blocket under Martin Ekström och Nationalsocialistiska arbetarpartiet (NSAP) 1933–1950 under Sven Olov Lindholm, sedan 1938 benämnt Svensk socialistisk samling.
Under kriget visade sig de tyska ockupationsherrarna mycket olika gentemot de länder och folk som Tyskland hade besegrat. Bäst behandling fick Danmark och Nederländerna men även i Belgien och Frankrike behandlades folken avsevärt anständigare än de i norr och öster. Respektive ockuperat land eller område var dock starkt beroende av den lokale protektorns syn på saker och ting. 
I Norge hade tyskarna hjälp av förrädaren Vidkun Quisling och den åldrade författaren Knut Hamsuns försök att tala med Hitler om situationen i Norge. Norges "protektor" Josef Terboven var avsevärt hårdare än sin motsvarighet i Danmark, Werner Best. Best önskade samarbete med den erövrade nationen och lät till och med danskarna hålla folketingsval. Före krigets stora vändpunkt, slaget vid Stalingrad, märktes varken den tyska ockupationsmakten eller motståndsrörelsen i någon högre grad, medan Terboven fängslade och avrättade norrmän efter behag redan från ockupationens inledning den 9 april 1940. I Tjeckien, eller Böhmen och Mähren som nazisterna kallade landet sedan Sudetområdet införlivats med Tyskland, och i Slovakien där ett nazistiskt kontrollerat "självstyre" införts, hade tyskarna ett ambitiöst program för att "förtyska" den mest ariska delen av Böhmen och Mährens befolkning. Böhmen och Mähren stod sålunda inte med bland de områden som skulle förintas eller förslavas. Men protektorn Reinhard Heydrichs hårda metoder (som vida överskred protektorn över "Restpolen", generalguvernatet Warchau (Warschawa), Hans Frank) gjorde honom personligen extremt fruktad och hatad.

## Nazismen och fascismen
Frågan om likheter och skillnaderna mellan den italienska fascismen och den tyska nazismen är invecklad och omtvistad. Enligt den traditionella synen från historievetenskapen är nazism och fascism två distinkta ideologier med olika egenskaper och utmärkande drag. En annan syn är att det finns en allmän fascistisk ideologi, inom vilken både den italienska fascismen och den tyska nationalsocialismen (tillsammans med andra fascistiska rörelser i t.ex. Rumänien) ryms. Enligt idén om en gemensam fascistisk ideologi så kretsar fascismen i sin kärna runt en radikal ultranationalism som sätter nationen och folket före alla andra politiska mål, samt runt en idé om nationens återfödelse. Ultranationalismen kan yttra sig på olika sätt och olika fascistiska rörelser kan ha olika förståelser av vad "nationens återfödelse" ska medföra, samtidigt som de har ett gemensamt ideologiskt ursprung.
Till skillnad från den italienska fascismen var antisemitismen en mycket viktig fråga för nazismen. Bland andra skillnader märks frånvaron av en nazistisk motsvarighet till fascismens stora råd, vilket avsatte Mussolini efter förlusten av Sicilien sommaren 1943. Italien var dessutom en monarki under hela den fascistiska epoken. En folkomröstning strax efter kriget förvandlade med mycket knapp marginal efterkrigsitalien till en republik. I det fascistiska Spanien restaurerades också den 1930 avskaffade monarkin år 1943, även om kronprinsen inte skulle få bli kung förrän efter Francos död. 
Det fanns också en brett proletärt inslag i nazismen, och projekt som att lösa massarbetslösheten stod högt på nazismens program. Den tyska infrastrukturen förbättrades kraftigt efter maktövertagandet, till exempel genom byggande av motorvägar och expresståg. Med hot om förstatligande ställdes omfattande krav på näringslivet att tillmötesgå de politiska kraven. På ungefär samma sätt fungerade dagstidningscensuren. Vänstertidningar förbjöds tidigt, de egna som Völkischer Beobachter styrdes direkt av propagandadepartementet, liksom radion och den gryende televisionen. Den borgerliga pressen fick skriva ungefär som förut, men skulle de allmänna orderna inte följas fick tidningsredaktionerna snabbt besök av partifunktionärer eller Gestapo. 
I Mein kampf avslöjar Hitler dock inte några djupare tankar om allians med sin forna fiende från första världskriget, som nu erövrat tysktalande delar av alperna (Sydtyrolen). Inte heller tycks Hitler se upp till den italienske kollegan Mussolini (som inlett sin politiska bana som renodlad socialist). Det är vad som går att utläsa ur Hitlers tankar under sin tid i fängelse 1924–1925. Det var först senare, när nazismen blivit stadsbärande diktatur i Tyskland och alla eventuella hot blivit undanröjda sommaren 1934 som Hitler började fundera över allierade inför det revanschistiska krig han planerade som Italien kom fram som en eventuell militär allierad. 
Medan antisemitismen var en av den tyska nazismens mest bärande punkter, så var antisemitism åtminstone inte till en början i fokus för den italienska fascismen. I takt med att påtryckningarna från det tyska nazistpartiet blev starkare så växte sig antisemitismen i Italien också starkare. Det var först 1938 som antijudiska lagar antogs i Italien och fram till 1938 kunde judar även gå med i det italienska fascistpartiet. Nazismen hade även en tydligt proletär sida som saknas inom fascismen. Tyska folket (ej judar) skulle få arbete och mat. Allmänfolkliga projekt som bil till alla genom Volkswagen och gigantiska hotellkomplex vid östersjökusten är exempel på detta, även om kriget och det ty livsrummet stod högre upp på agendan. Motsvarande saknades inom den italienska fascismen. 
Fascismen lät också marknaden få styra ekonomin medan den nazistiska ekonomin inte gick ihop. Nazisterna lät rika direktörer slippa diverse nationaliseringsprojekt mot att de löd order från det nazistiska partiet, NSDAP. Ekonomin i det nazistiska Tyskland sköttes som en kommandoekonomi. Hitler personligen avskydde all form av ekonomi. Behövde till exempel flottan fyra nya slagskepp fick de privatägda varven producera dem till det pris NSDAP fastslog. Många nationalekonomer har hävdat att Tyskland som stat skulle ha gått i konkurs om inte andra världskriget brutit ut. Nazisterna tycktes aldrig drabbas av ekonomiska problem ens mot slutet av kriget då landet ödelades – förstörda dammar och fabriker byggdes ofta upp förbluffande snabbt igen. Vid krigsslutet var dock staten bankrutt och överbelånad trots systematisk och storskalig plundring av erövrade länder och dess befolkningar (vilket även inbegrep miljontals slavarbetare). Ekonomin slutade då helt att fungera och tyskarna gick till stor del över till byteshandel fram till dess att D-Marken infördes – i praktiken en devalvering med 90 %. 
Ytterligare en avgörande skillnad mot både den italienska och spanska fascismen var att de spanska fascisterna var förespråkare för monarki och de italienska behöll den. Så var fallet inte alls i Nazityskland. Där behövdes enbart "der Führer", ledaren Adolf Hitler. Och även om till exempel Julius Streicher i Nürnberg under mellankrigstidens första år umgicks med ungefär samma tankar och idéer som Adolf Hitler hade knappast nazismen blivit vad den blev utan just Adolf Hitler.
Inom den internationella vetenskapliga forskningen används idag benämningen 'fascism' som en övergripande term för den grupp av extremnationalistiska rörelser som uppstod i många av mellankrigstidens europeiska länder och de idékomplex som dessa konkretiserade i politisk form, i Italien under namnet fascism och i Tyskland under namnet nationalsocialism. Vissa åtskillnader kan dock göras: Den italienska fascismen kom aldrig att bli fullt teoretiskt utbildad medan däremot nazistiska tänkare gav ut en rad ideologiska skrifter av större tyngd. En annan skillnad gäller definitionen av staten; fascisterna ansåg staten, som en delvis metafysisk företeelse, vara det grundläggande för all politik, för nazisterna var det "folkstaten" som intog denna plats. Folket definierades här i första hand i en raslig dimension; Adolf Hitler skrev i Mein Kampf: "Sålunda är en folkstats högsta uppgift att göra allt för bevara de ursprungliga raselement vilka ger upphov till kultur."[källa behövs] För nazisterna var således tanken om "blodet och jorden" (Blut und Boden) central liksom idén om "folkgemenskapen" (Volksgemeinschaft), något som i sin tur krävde "livsrum" (Lebensraum). Angreppet på Sovjetunionen 1941 sågs därför av nazisterna som ett raskrig.
Den rörelse Hitler hade anslutit sig till 1919 hade sina ideologiska rötter i den så kallade völkisch-nationalismen och antisemitismen samt i reaktionen efter Tysklands sammanbrott och nederlag i första världskriget; några av nazisternas mest framträdande medlemmar (inklusive partigrundaren Anton Drexler), som Gottfried Feder, Alfred Rosenberg och Rudolf Hess hade alla bakgrund i högerradikala kretsar (se Deutsche Vaterlandspartei respektive Thulesällskapet). Till rörelsen anslöt sig också medlemmar från de paramilitära frikårer (Freikorps) som sattes upp i samband med de tyska kommunistiska och socialistiska revolutionsförsöken 1918–1919, som exempelvis Ehrhardt-brigaden. Dessa utgjorde därefter också stommen i partiets så kallade stormavdelning, SA.

## Mein Kampf

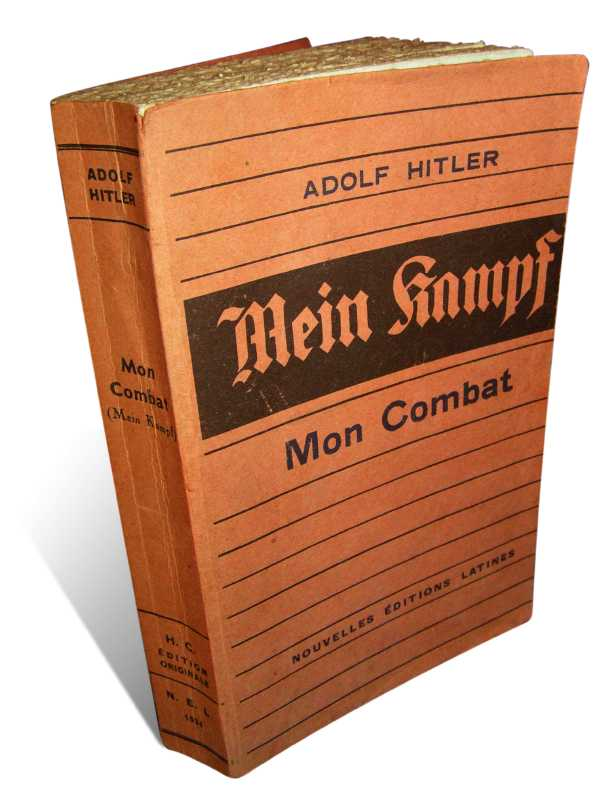
Franskspråkig utgåva av Mein Kampf från 1934.

Den tyska nazismens obestridde ledare och stora förgrundsgestalt var Adolf Hitler, född i Österrike och tysk medborgare först 1932. I sin bok Mein Kampf, 1925, redogör Hitler för sin syn på de mänskliga raserna. Han tolkar historien som en kamp mellan raserna där det är arierna (ett något dunkelt begrepp som mer eller mindre sammanfaller med den vita rasen; judar är dock definitionsmässigt uteslutna), vars kärna utgörs av den nordiska rasen, som är överlägsna alla andra folk och utgör det enda verkligt kulturframbringande elementet i mänsklighetens historia.  Den nazistiska rasläran utvecklades vidare av ett antal rasbiologer till den rasistiska ideologi som tillämpades under andra världskriget.
Vidare kallar Hitler i Mein Kampf humanitet för ”en blandning av dumhet, feghet och inbilskhet”. Han deklarerar att demokratin måste ”avlägsnas och störtas”, kallar riksdagen för ”ett av mänsklighetens värsta förfallssymptom” och säger att "ett skamligare gunstlingsvälde än den demokratiska republikens, har aldrig existerat i tysk historia". Hitler föraktade majoritetsbeslut och hyllade ”ledarskapsprincipen”, det vill säga den ledare som hade styrka nog att ta makten hade också rätt att härska över dem som betraktades som svaga.

## Ledaren i den nationalsocialistiska och fascistiska ideologin
Ledarprincipen (führerprincipen) var ideologins centrala grundsats. Den högsta ledningen och makten inom staten låg hos en person – ledaren – som hade hela ansvaret och folket var hans följe. Folkviljan ansågs komma bättre till sin rätt i en ledarstat än i en demokrati och en ledarstat representerade den sanna folkstyrelsen. I ledarstaten behövdes inga fria meningsbrytningar, val eller majoritetsbeslut. Ledaren framställdes som ett uttryck för folkviljan och folkets ande, folksjälen, förkroppsligades hos ledaren.
Ledarstaten hade en strängt hierarkisk uppbyggnad som var baserat på ett enpartisystem och stödd bland annat av en intensiv, likriktad propaganda, censur och hemlig polis. Till sin hjälp hade den högste ledaren en utvald elit bestående av en rad andra ledare som var och en ansvarade för sitt eget speciella område. Den politiska ledningen gjorde i praktiken anspråk på totalt herravälde över alla samhällslivets förhållanden, och ledaren blev föremål för en nästan religiös dyrkan.
I likhet med Tysklands Führer kallades i de fascistiska länderna ledaren i Italien (Mussolini) Duce, i Spanien (Franco) Caudillo och i Rumänien (Antonescu) Conducator.

## Nazistisk konst och kultur
I Nazityskland utvecklades konst, litteratur och arkitektur enligt klassiska och romantiska traditioner som propagandaverktyg för staten och kulturbärare för västvärlden och den ariska rasen, medan modernism betraktades som "urartad konst". Nazistisk arkitektur var ett exempel.

## Listor

### Kända tyska nationalsocialister
| - Max Erwin von Scheubner-Richter - Oskar Dirlewanger - Joseph Goebbels - Hermann Göring - Rudolf Hess - Rudolf Höss - Reinhard Heydrich - Heinrich Himmler - Adolf Hitler - Adolf Eichmann - Martin Bormann - Josef Mengele - Ilse Koch - Otto von Lossow - Ernst Röhm | - Albert Speer - Josef Terboven - Amon Göth - Joachim von Ribbentrop - Baldur von Schirach - Arthur Seyss-Inquart - Julius Streicher - Alfred Rosenberg - Karl Koch - Carl Clauberg - Erich Priebke - Horst Wessel - Karl Edvard av Sachsen-Coburg-Gotha |

### Kända svenska nationalsocialister
- Sven-Olov Lindholm
- Birger Furugård
- Klas Lund
- Magnus Söderman
- Daniel Höglund
- Malte Welin